# 小川良樹
小川 良樹（おがわ よしき、1955年10月29日 - ）は、日本のバレーボール指導者。愛知県名古屋市出身。

## 来歴
早稲田大学高等学院、早稲田大学法学部を卒業後、早稲田大学教育学部教育学科体育学を専修する。
1981年から下北沢成徳高等学校でバレー部監督を務める。2002年に開催された春高バレー（第33回全国高等学校バレーボール選抜優勝大会）で三田尻女子を下し初優勝を飾る。その年は、インターハイ（全国高等学校総合体育大会バレーボール競技大会）と国民体育大会バレーボール競技でも優勝を果たし、3大大会の3冠を達成した。
同校の同部からは、多数のバレーボール日本女子代表選手を輩出している。
2022年3月に開催されたさくらVOLLEY（第27回全国私立高等学校男女選手権大会）後に今季をもって監督を退任することを明かした。自身の退任については10年前（2012年）には頃から考えていたとし、後任には伊藤崇博を指名した。なお、監督退任後もチームには残るとした。この年の下北沢成徳は、去年の春高で活躍した選手を数多く擁し、「監督の花道を飾る」と意気込んで大会に挑んだ。8月に行われたインターハイでは準決勝で古川学園に敗北し4強。第77回国民体育大会（いちご一会とちぎ国体）へも東京都代表として出場し、4強入りした。その後11月13日に行われた第75回全日本バレーボール高等学校選手権大会の東京都予選で、2敗し春高の出場権を逃す。小川はその後のインタビューで、「自分らしい終わり方だった」「選手に申し訳ない」「最後まで自分のスタイルを貫けた」と話し、自身の41年に亘る監督生活は幕を閉じた。
2023年、細田学園高等学校のバレーボール部エグゼクティブアドバイザーに就任。

## 著書
- 2003.4 「うまくなる！バレーボール」 （監修、西東社） ISBN 978-4-7916-1148-5
- 2012.11 「バレーボール監督・コーチ入門」 （監修、池田書店） ISBN 978-4-262-16130-3
- 2013.11 「下北沢成徳高校は、なぜ多くの日本代表選手を輩出できるのか」 （著、洋泉社） ISBN 978-4-8003-0243-4